# Pottia alpicola
Pottia alpicola är en bladmossart som beskrevs av Hugh Neville Dixon 1930. Pottia alpicola ingår i släktet Pottia och familjen Pottiaceae. Inga underarter finns listade i Catalogue of Life.